# トワイライト・ゾーン (1985年)
トワイライト・ゾーン（The Twilight Zone） は、アメリカ合衆国で1985年から1989年まで放映された SF のテレビドラマシリーズ。1950年代から60年代にかけて放送された同名テレビドラマの最初のリメイク。

## 概要
ロッド・サーリングは本シリーズに関する自身の権利をネットワークに戻すことを決定したため、『トワイライト・ゾーン』の復活が考慮された。しかしCBSはシリーズの復活には消極的で、米国内の再放送においても人気が上がらなかったのでサーリングの生前にシリーズ復活は実現しなかった。
1984年、『映画版トワイライト・ゾーン』の影響もありCBSはシリーズの再開を決定した。1985年版は製作者の意向によって若手から大御所まで様々な監督や脚本家、俳優が動員され（後に有名になった者も多い）、オリジナル版より前衛的な作品が多く作られた。1時間枠の番組であったが複数のエピソードが含まれ、中には数分で完結する話もある。
第1シーズンは好評だったが、第2シーズンは視聴率不振により途中で打ち切られた。しかしCBSは未放映のエピソードや完成済みの脚本をお蔵入りさせずに、独立系ネットワークへ第3シーズン放映権とともに売却した。第3シーズンは独立系ネットワークによって25分番組として放送された。このため第3シーズンは作風が前の2つのシーズンとは異なっている。80年代的なポップな演出は影を潜め、落ち着いた陰鬱な雰囲気はむしろオリジナル版に近い。J・マイケル・ストラジンスキーは脚本の監修者として第3シーズンのほぼ全ての作品に関わっており事実上第3シーズンはストラジンスキーの作品である。日本での放送は1992年にTBSで第3シーズンのエピソードが部分的に吹替版で放送された。その後2002年にCSのミステリチャンネルでTBSと同一の内容が放送された。第1シーズンは未放映であるが、1988年に『新トワイライト・ゾーン』という題名でビデオにて字幕版が全話発売された。第2シーズン全話と第3シーズンの一部は未放映かつ未発売であったが2016年初頭より分冊百科式DVDにおいて当1985年版トワイライトゾーンの全話が発売された。

## 放映リスト

### シーズン1 （1985年 - 1986年）
| 話数 | サブタイトル               | 原題                                 | 脚本                                                       | 監督                       | 主演                           | 放送日         |
| ---- | -------------------------- | ------------------------------------ | ---------------------------------------------------------- | -------------------------- | ------------------------------ | -------------- |
| 1    | 動揺日                     | Shatterday                           | アラン・ブレナート (原作 - ハーラン・エリスン)             | ウェス・クレイヴン         | ブルース・ウィリス             | 1985年 9月27日 |
| 1    | 静かなひととき             | A Little Peace and Quiet             | ジェームス・クロッカー                                     | ウェス・クレイヴン         | メリンダ・ディロン             | 1985年 9月27日 |
| 2    | 言葉あそび                 | Wordplay                             | ロックン・S・オバノン                                      | ウェス・クレイヴン         | ロバート・クライン             | 10月4日        |
| 2    | 夢売ります                 | Dreams for Sale                      | ジョー・ギャノン                                           | トミー・リー・ウォーレス   | メグ・フォスター               | 10月4日        |
| 2    | カメレオン                 | Chameleon                            | ジェームス・クロッカー                                     | ウェス・クレイヴン         | ジョン・アシュトン             | 10月4日        |
| 3    | マヤの秘石                 | Healer                               | アラン・ブレナート                                         | シグムンド・ニューフェルド | エリック・ボゴシアン           | 10月11日       |
| 3    | 奇妙な動物園               | Children's Zoo                       | クリス・ハッブル ゲリット・グレアム                        | ロバート・ダウニー         | ローナ・ラフト                 | 10月11日       |
| 3    | ドライバーへの警告         | Kentucky Rye                         | リチャード・クシェミエン チップ・ダンカン                  | ジョン・ハンコック         | ジェフリー・デマン             | 10月11日       |
| 4    | 消えた少年                 | Little Boy Lost                      | リン・ベーカー                                             | トミー・リー・ウォーレス   | スコット・グライムス           | 10月18日       |
| 4    | 魔法のランプ               | Wish Bank                            | マイケル・カサット                                         | リック・フリードバーグ     | ディー・ウォレス               | 10月18日       |
| 4    | 帰還兵                     | Nightcrawlers                        | フィリップ・デゲール (原作 - ロバート・R・マキャモン)      | ウィリアム・フリードキン   | ジェームズ・ホイットモア・Jr   | 10月18日       |
| 5    | 屋根の上の少女             | If She Dies                          | デイヴィッド・ベネット・カレン                             | ジョン・ハンコック         | トニー・ロビアンコ             | 10月25日       |
| 5    | キューピット               | Ye Gods                              | アン・コリンズ                                             | ピーター・メダック         | デヴィッド・デュークス         | 10月25日       |
| 6    | 試験日                     | Examination Day                      | フィリップ・デゲール (原作 - ヘンリー・スレッサー)         | ポール・リンチ             | デヴィッド・メンデンホール     | 11月1日        |
| 6    | 時を超えたメッセージ       | A Message from Charity               | アラン・ブレナート (原作 - ウイリアム・M・リー)            | ポール・リンチ             | ロバート・ダンカン・マクニール | 11月1日        |
| 7    | 暴力教師                   | Teacher's Aide                       | スティーヴン・バーンズ                                     | ビル・L・ノートン          | エイドリアン・バーボー         | 11月8日        |
| 7    | 失なわれし時の番人         | Paladin of the Lost Hour             | ハーラン・エリスン (原作 - ハーラン・エリスン)             | ギルバート・ケイツ         | ダニー・ケイ                   | 11月8日        |
| 8    | 劇作家の願い               | Act Break                            | ハスケル・バーキン                                         | テッド・J・フリッカー      | ジェームズ・ココ               | 11月15日       |
| 8    | バーニング・マン           | The Burning Man                      | J・D・フェイゲルソン (原作 - レイ・ブラッドベリ)           | J・D・フェイゲルソン       | パイパー・ローリー             | 11月15日       |
| 8    | 悪魔のジョーカー           | Dealer's Choice                      | ドナルド・トッド                                           | ウェス・クレイヴン         | モーガン・フリーマン           | 11月15日       |
| 9    | 復讐のハイヒール           | Dead Woman's Shoes                   | リン・ベーカー (原作 - チャールズ・ボーモント)             | ピーター・メダック         | ヘレン・ミレン                 | 11月22日       |
| 9    | 失いしもの                 | Wong's Lost and Found Emporium       | アラン・ブレナート (原作 - ウイリアム・F・ウー)            | ポール・リンチ             | ブライアン・トチ               | 11月22日       |
| 10   | 影男                       | The Shadow Man                       | ロックン・S・オバノン                                      | ジョー・ダンテ             | ジョナサン・ワード             | 11月29日       |
| 10   | アンクル・デビル・ショー   | The Uncle Devil Show                 | ドナルド・トッド                                           | デヴィッド・スタインバーグ | マーフィ・ダン                 | 11月29日       |
| 10   | 解禁日                     | Opening Day                          | ゲリット・グレアム クリス・ハッベル                        | ジョン・ミリアス           | マーティン・コーヴ             | 11月29日       |
| 11   | 燈台                       | The Beacon                           | マーティン・パスコ レベッカ・パール                        | ガード・オズワルド         | チャールズ・マーティン・スミス | 12月6日        |
| 11   | 時空を超えて               | One Life, Furnished in Early Poverty | アラン・ブレナート (原作 - ハーラン・エリスン)             | ドン・カルロス・ダナウェイ | ピーター・リーガート           | 12月6日        |
| 12   | さまよえる魂               | Her Pilgrim Soul                     | アラン・ブレナート                                         | ウェス・クレイヴン         | クリストファー・タボリ         | 12月13日       |
| 12   | 悪魔の方程式               | I of Newton                          | アラン・ブレナート (原作 - ジョー・ホールドマン)           | ケネス・ギルバート         | シャーマン・ヘンズリー         | 12月13日       |
| 13   | クリスマス・ギフト         | Night of the Meek                    | ロックン・S・オバノン (原作 - ロッド・サーリング)          | マーサ・クーリッジ         | リチャード・マリガン           | 12月20日       |
| 13   | コピー                     | But Can She Type?                    | マーティン・パスコ レベッカ・パール                        | シェリー・レヴィンソン     | パム・ドーバー                 | 12月20日       |
| 13   | 燃えつきた惑星             | The Star                             | アラン・ブレナート (原作 - アーサー・C・クラーク)          | ガード・オズワルド         | ドナルド・モファット           | 12月20日       |
| 14   | 現像                       | Still Life                           | ゲリット・グレアム クリス・ハッベル                        | ピーター・メダック         | ロバート・キャラダイン         | 1986年 1月3日  |
| 14   | 小人のはなし               | The Little People of Killany Woods   | J・D・フェイゲルソン                                       | J・D・フェイゲルソン       | ハミルトン・キャンプ           | 1986年 1月3日  |
| 14   | フォーチュン・クッキー     | The Misfortune Cookie                | ロックン・S・オバノン (原作 - チャールズ・F・フリッチ)     | アラン・アーカッシュ       | エリオット・グールド           | 1986年 1月3日  |
| 15   | モンスター！               | Monsters!                            | ロバート・クレイス                                         | B・W・L・ノートン          | ラルフ・ベラミー               | 1月24日        |
| 15   | 宇宙よりの使者             | A Small Talent for War               | カーター・ショルツ アラン・ブレナート                      | クラウディア・ウェイル     | ジョン・グローヴァー           | 1月24日        |
| 15   | 時のすきま                 | A Matter of Minutes                  | ロックン・S・オバノン (原作 - シオドア・スタージョン)      | シェルドン・ラリー         | アダム・アーキン               | 1月24日        |
| 16   | エレベーター               | The Elevator                         | レイ・ブラッドベリ                                         | R・L・トーマス             | スティーブン・ジェフリーズ     | 1月31日        |
| 16   | 無視刑囚                   | To See the Invisible Man             | スティーヴン・バーンズ (原作 - ロバート・シルヴァーバーグ) | ノエル・ブラック           | コッター・スミス               | 1月31日        |
| 16   | 誰よりも愛される歯医者     | Tooth and Consequences               | ハスケル・バーキン                                         | ロバート・ダウニー         | デヴィッド・バーニー           | 1月31日        |
| 17   | ようこそウィンフィールドへ | Welcome to Winfield                  | レス・エンロー                                             | ブルース・ビルソン         | ゲリット・グレアム             | 2月7日         |
| 17   | 意識の空白                 | Quarantine                           | アラン・ブレナート (原作 - スティーヴン・ボチコ)           | マーサ・クーリッジ         | スコット・ウィルソン           | 2月7日         |
| 18   | おばあちゃん               | Gramma                               | ハーラン・エリスン (原作 - スティーヴン・キング)           | ブラッドフォード・メイ     | バレット・オリバー             | 2月14日        |
| 18   | オリジナル・ストーリー     | Personal Demons                      | ロックン・S・オバノン                                      | ピーター・メダック         | マーティン・バルサム           | 2月14日        |
| 18   | 特殊音響効果               | Cold Reading                         | マーティン・パスコ レベッカ・パール                        | ガス・トリコニス           | ディック・ショーン             | 2月14日        |
| 19   | 妖精レプレコン             | The Leprechaun-Artist                | トミー・リー・ウォーレス (原作 - ジェームス・クロッカー)   | トミー・リー・ウォーレス   | ブラッドリー・グレッグ         | 2月21日        |
| 19   | 地獄への運び屋             | Dead Run                             | アラン・ブレナート (原作 - グレッグ・ベア)                 | ポール・タッカー           | スティーヴ・レイルズバック     | 2月21日        |
| 20   | 銀貨の横顔                 | Profile in Silver                    | J・ニール・シュルマン                                      | ジョン・ハンコック         | レイン・スミス                 | 3月7日         |
| 20   | 欲望のボタン               | Button, Button                       | リチャード・マシスン (原作 - リチャード・マシスン)         | ピーター・メダック         | メア・ウィニンガム             | 3月7日         |
| 21   | 恐怖のメッセージ           | Need to Know                         | マリー・シェルダン (原作 - シドニィ・シェルダン)           | ポール・リンチ             | ウィリアム・ピーターセン       | 3月21日        |
| 21   | 赤い雪                     | Red Snow                             | マイケル・カサット                                         | ヤノット・シュワルツ       | ジョージ・ズンザ               | 3月21日        |
| 22   | 永遠のエンターティナー     | Take My Life...Please!               | ゴードン・ミッチェル                                       | ガス・トリコニス           | ティム・トマーソン             | 3月28日        |
| 22   | 死を呼ぶ集い               | Devil's Alphabet                     | ロバート・ハンター (原作 - アーサー・グレイ)               | ベン・ボルト               | ベン・クロス                   | 3月28日        |
| 22   | ライフ・ライブラリー       | The Library                          | アン・コリンズ                                             | ジョン・ハンコック         | フランセス・コンロイ           | 3月28日        |
| 23   | ナイトメア                 | Shadow Play                          | ジェームス・クロッカー (原作 - チャールズ・ボーモント)     | ポール・リンチ             | ピーター・コヨーテ             | 4月4日         |
| 23   | 未来の音色                 | Grace Note                           | パトリス・メッシーナ                                       | ピーター・メダック         | ジュリア・ミゲネス             | 4月4日         |
| 24   | エイリアン来襲！           | A Day in Beaumont                    | デイヴィッド・ジェロルド                                   | フィリップ・デゲール       | ヴィクター・ガーバー           | 4月11日        |
| 24   | キャメロット・蘇る神話     | The Last Defender of Camelot         | ジョージ・R・R・マーティン (原作 - ロジャー・ゼラズニイ)   | ヤノット・シュワルツ       | リチャード・カイリー           | 4月11日        |

### シーズン2 （1986年 - 1987年）
| 話数 | サブタイトル               | 原題                      | 脚本                                                             | 監督                   | 主演                       | 放送日         |
| ---- | -------------------------- | ------------------------- | ---------------------------------------------------------------- | ---------------------- | -------------------------- | -------------- |
| 25   | 永遠の王                   | The Once and Future King  | ジョージ・R・R・マーティン (原作 - ブライス・マリタノ)           | ジム・マクブライド     | ジェフ・イェーガー         | 1986年 9月27日 |
| 25   | 孤独の受け皿               | A Saucer of Loneliness    | デイヴィッド・ジェロルド (原作 - シオドア・スタージョン)         | ジョン・ハンコック     | シェリー・デュヴァル       | 1986年 9月27日 |
| 26   | 友達じゃないか             | What Are Friends For?     | J・マイケル・ストラジンスキー                                    | ガス・トリコニス       | トム・スケリット           | 10月4日        |
| 26   | 生命の水                   | Aqua Vita                 | ジェレミー・ベルトラン・フィンチ ポール・チトリック              | ポール・タッカー       | ミミ・ケネディ             | 10月4日        |
| 27   | ストーリーテラー           | The Storyteller           | ロックン・S・オバノン                                            | ポール・リンチ         | グリニス・オコナー         | 10月11日       |
| 27   | 夜の歌                     | Nightsong                 | マイケル・リーヴス                                               | ブラッドフォード・メイ | リサ・アイルバッハー       | 10月11日       |
| 28   | マネキン                   | The After Hours           | ロックン・S・オバノン (原作 - ロッド・サーリング)                | ブルース・マルムース   | テリー・ファレル           | 10月18日       |
| 28   | 遺失物                     | Lost and Found            | ジョージ・R・R・マーティン (原作 - フィリス・アイゼンシュタイン) | ガス・トリコニス       | アコスア・バシア           | 10月18日       |
| 28   | 世界の隣に                 | The World Next Door       | ラン・オークン                                                   | ポール・リンチ         | ジョージ・ウェント         | 10月18日       |
| 29   | キャリバンのおもちゃ       | The Toys of Caliban       | ジョージ・R・R・マーティン (原作 - テリー・マッツ)               | トーマス・J・ライト    | リチャード・マリガン       | 12月4日        |
| 30   | 囚人のピアノ               | The Convict's Piano       | パトリス・メッシーナ (原作 - ジェームス・クロッカー)             | トーマス・J・ライト    | ジョー・ペニー             | 12月11日       |
| 31   | ふたつの人生               | The Road Less Traveled    | ジョージ・R・R・マーティン                                       | ウェス・クレイヴン     | クリフ・デ・ヤング         | 12月18日       |
| 32   | クレジットカード           | The Card                  | マイケル・カサット                                               | ブラッドフォード・メイ | スーザン・ブレイクリー     | 1987年 2月21日 |
| 32   | 過去からの手紙             | The Junction              | ヴァージニア・オルドリッジ                                       | ビル・デューク         | ウィリアム・アレン・ヤング | 1987年 2月21日 |
| 33   | テイラーの車               | Joy Ride                  | キャル・ウィルンガム                                             | ギル・ベットマン       | ロバート・ネッパー         | 5月21日        |
| 33   | シェルター・スケルター     | Shelter Skelter           | ロン・コブ ロビン・ラブ (原作 - ロン・コブ)                      | マーサ・クーリッジ     | ジョー・マンテーニャ       | 5月21日        |
| 33   | プライベート ・ チャンネル | Private Channel           | エドワード・レドリック                                           | ピーター・メダック     | スコット・コフィ           | 5月21日        |
| 34   | 未来へのレクイエム         | Time and Teresa Golowitz  | アラン・ブレナート (原作 - パーク・ゴドウィン)                   | シェリー・レヴィンソン | ポール・サンド             | 7月10日        |
| 34   | 地球再生                   | Voices in the Earth       | アラン・ブレナート                                               | カーティス・ハリントン | マーティン・バルサム       | 7月10日        |
| 35   | 恋をしたふたり             | Song of the Younger World | アンソニー・ローレンス ナンシー・ローレンス                      | ノエル・ブラック       | ジェニファー・ルービン     | 7月17日        |
| 35   | 追憶の中の君と             | The Girl I Married        | J・M・アマデウス                                                 | フィリップ・ド・グエラ | リンダ・ケルシー           | 7月17日        |

### シーズン3 （1988年 - 1989年）
| 話数 | サブタイトル         | 原題                                  | 脚本                                                                           | 監督                     | 主演                       | 放送日         |
| ---- | -------------------- | ------------------------------------- | ------------------------------------------------------------------------------ | ------------------------ | -------------------------- | -------------- |
| 36   | 特異な症例           | The Curious Case of Edgar Witherspoon | ハスケル・バーキン (原作 - J・マイケル・ストラジンスキー、 ハスケル・バーキン) | ルネ・ボニエール         | ハリー・モーガン           | 1988年 9月24日 |
| 37   | 延長戦               | Extra Innings                         | トム・パーマー                                                                 | ダグ・ジャクソン         | マーク・シンガー           | 10月1日        |
| 38   | 曲がり角             | The Crossing                          | ラルフ・フィリップス                                                           | ポール・リンチ           | テッド・シャッケルフォード | 10月8日        |
| 39   | 姿なき狩人           | The Hunters                           | ポール・チトリック ジェレミー・ベルトラン・フィンチ                            | ポール・リンチ           | ルイーズ・フレッチャー     | 10月15日       |
| 40   | 私の為に生命を夢見て | Dream Me a Life                       | J・マイケル・ストラジンスキー                                                  | アラン・キング           | エディ・アルバート         | 10月22日       |
| 41   | 不思議な旅           | Memories                              | ボブ・アンダーウッド                                                           | リシャルト・ブカイスキ   | バーバラ・ストック         | 10月29日       |
| 42   | 恐怖の治療法         | The Hellgramite Method                | ウィリアム・セルビー                                                           | ギルバート・シルトン     | ティモシー・ボトムズ       | 11月5日        |
| 43   | 生への執念           | Our Selena is Dying                   | J・マイケル・ストラジンスキー (原作 - ロッド・サーリング)                      | ブルース・ピットマン     | テリー・ガーバー           | 11月12日       |
| 44   | 孤独との決別         | The Call                              | J・マイケル・ストラジンスキー                                                  | ギルバート・シルトン     | ウィリアム・サンダーソン   | 11月19日       |
| 45   | 神の声               | The Trance                            | ジェフ・スチュアート J・マイケル・ストラジンスキー                             | ランディ・ブラッドショー | ピーター・スコラーリ       | 11月26日       |
| 46   | 怒りの化身           | Acts of Terror                        | J・マイケル・ストラジンスキー                                                  | ブラッド・ターナー       | メラニー・メイロン         | 12月3日        |
| 47   | 予知された未来       | 20/20 Vision                          | ロバート・ウォーデン                                                           | ジム・パーディ           | マイケル・モリアーティ     | 12月10日       |
| 48   | タンスの中の怪物     | There Was an Old Woman                | トム・J・アッスル                                                              | オッタ・ ハーヌス        | コリーン・デューハースト   | 12月17日       |
| 49   | トランク             | The Trunk                             | ポール・チトリック ジェレミー・ベルトラン・フィンチ                            | スティーヴ・ディマルコ   | バッド・コート             | 12月24日       |
| 50   | 約束                 | Appointment on Route 17               | ハスケル・バーキン                                                             | ルネ・ボニエール         | ポール・ル・マット         | 12月31日       |
| 51   | 宇宙の法則           | The Cold Equations                    | アラン・ブレナート (原作 - トム・ゴドウィン)                                   | マーティン・ラバット     | テレンス・ノックス         | 1989年 1月7日  |
| 52   | 宇宙からの使者       | Stranger in Possum Meadows            | ポール・チトリック ジェレミー・ベルトラン・フィンチ                            | ストゥーラ・ガンナーソン | スティーヴ・カナリー       | 1月14日        |
| 53   | 絶望からの再生       | Street of Shadows                     | マイケル・リーヴス                                                             | リシャルト・ブカイスキ   | チャールズ・ハイド         | 1月21日        |
| 54   | 壁の中の顔           | Something in the Walls                | J・マイケル・ストラジンスキー                                                  | アラン・クローカー       | デボラ・ラフィン           | 1月28日        |
| 55   | 危険なチャレンジ     | A Game of Pool                        | ジョージ・クレイトン・ジョンソン                                               | ランディ・ブラッドショー | イーサイ・モラレス         | 2月4日         |
| 56   | 信念の脱出           | Room 2426                             | ジェレミー・ベルトラン・フィンチ ポール・チトリック                            | リシャルト・ブカイスキ   | ディーン・ストックウェル   | 2月11日        |
| 57   | 記憶の値段           | The Mind of Simon Foster              | J・マイケル・ストラジンスキー                                                  | ダグ・ジャクソン         | ブルース・ウェイツ         | 2月18日        |
| 58   | 謎のゲート           | The Wall                              | J・マイケル・ストラジンスキー                                                  | アトム・エゴヤン         | ジョン・ベック             | 2月25日        |
| 59   | 愛のレッスン         | Cat and Mouse                         | クリスティ・マークス                                                           | エリック・ティル         | パメラ・ベルウッド         | 3月4日         |
| 60   | 霊界のランデブー     | Rendezvous in a Dark Place            | J・マイケル・ストラジンスキー                                                  | ルネ・ボニエール         | ジャネット・リー           | 3月11日        |
| 61   | 猿の大群             | Many, Many Monkeys                    | ウィリアム・フルーグ                                                           | リシャルト・ブガイスキ   | カレン・バレンタイン       | 3月18日        |
| 62   | 盲目のシンガー       | Love is Blind                         | キャル・ウィルンガム                                                           | ギルバート・シルトン     | ベン・マーフィ             | 3月25日        |
| 63   | 悪魔との契約         | Crazy as a Soup Sandwich              | ハーラン・エリスン                                                             | ポール・リンチ           | ウェイン・ロブソン         | 4月1日         |
| 64   | テレビタレント       | Special Service                       | J・マイケル・ストラジンスキー                                                  | ランディ・ブラッドショー | デヴィッド・ノートン       | 4月8日         |
| 65   | 生の証明             | Father and Son Game                   | ジェレミー・ベルトラン・フィンチ ポール・チトリック                            | ランディ・ブラッドショー | エド・マリナロ             | 4月15日        |

## 参照
1. ↑  アシェット・コレクションズ